# 贫士传
《貧士傳》，凡二卷，明代黃姬水撰。
貧士傳專載自周朝至明初的貧士75人，莊周亦列入貧士。每位貧士都有贊文，但錯誤頗多。